# Emptiness
Emptiness ist eine 2006 gegründete Drone-Doom-, Sludge- und Funeral-Doom-Band.

## Geschichte
Das 2006 gegründete Projekt aus Sankt Petersburg begann mit einem Labelvertrag Demoaufnahmen im Jahr 2007 über Satanarsa Records verlegen zu lassen. Die Kooperation behielt das Duo, das nur unter den Pseudonymen Chaos und Goblin in Erscheinung tritt bei. Drei Jahre nach den Demos erschienen ein Split-Album mit Insane, einem Nebenprojekt der Musiker, sowie das Album Rusty Mind (Cult of Emptiness), dass als CD-Set mit einer DVD, die einen Film zum Stück Rusty Mind enthielt, produziert und verlegt wurde. Nach dem Album aus dem Jahr 2010 kam es zu keinen weiteren Veröffentlichungen durch Emptiness.

## Stil
Das Label beschreibt die Musik als Funeral Sludge Doom, die Band selbst nennt ihren Stil hingegen Drone Sludge.

## Diskografie
- 2007: Harvest of Emptiness (Demo, Satanarsa Records)
- 2007: Rusty Air (Demo, Satanarsa Records)
- 2010: Emptiness / Insane (Split-Album, Satanarsa Records)
- 2010: Rusty Mind (Cult of Emptiness) (Album, Satanarsa Records)